# شبکه اطلاعات شغلی
شبکه اطلاعات شغلی (انگلیسی: Occupational Information Network) یا (O*NET) یا اونِت یک دادگان برخط است. این شبکه شامل صدها اطلاعات و مشخصه‌های شغلی برای دانشجویان، جویندگان کار و متخصصان گسترش کسب و کار و نیروهای انسانی در ایالات متحده آمریکاست. این شبکه تحت پوشش و حمایت اداره آموزش و اشتغال و وزارت کار ایالات متحده آمریکا گسترش یافته‌است. در طراحی آن از تم شغلی هالند که توسط جان ال. هالند ابداع گردیده، استفاده شده‌است.
اونِت برای هر موقعیت شغلی اطلاعات زیر را فراهم می‌کند:
- نیازمندی‌های شخصی: مهارت و دانش لازم
- ویژگی‌های شخصی: توانایی‌ها، علایق و ارزشهایی که برای انجام آن کار مورد نیاز است.
- تجربه‌های مورد نیاز: آموزش، گواهینامه‌ها و تجربه‌های مورد نیاز برای انجام آن کار
- نیازمندی‌های شغلی: اطلاعات فعالیتهای شغلی شامل عوامل فیزیکی، اجتماعی و معیارهای سازمانی که مربوط به کار مورد نظر است.
- بازار کار: چشم‌انداز شغلی و میزان حقوق برای انجام کار